# Železniška postaja Sevnica
Železniška postaja Sevnica je ena izmed železniških postaj v Sloveniji, ki oskrbuje bližnje naselje Sevnica.